# Cadillac-en-Fronsadais
Cadillac-en-Fronsadais é uma comuna francesa na região administrativa da Nova Aquitânia, no departamento da Gironda. Estende-se por uma área de 3,81 km². Em 2010 a comuna tinha 1 292 habitantes (densidade: 339,1 hab./km²).